# Psammitis demirsoyi
Psammitis demirsoyi is een spinnensoort uit de familie van de krabspinnen (Thomisidae).
De wetenschappelijke naam van de soort werd in 2006 als Xysticus demirsoyi gepubliceerd door Hakan Demir, Topçu en Tuncay Türkeş.